# أكاديمية كونمينغ الدولية
أكاديمية كونمينغ الدولية هي أكاديمية دولية خاصة تقع في كونمينغ، الصين.

## الروابط الخارجية
- Kunming International Academy (Official School Site)
- Kunming International Academy (OASIS International Schools Site)
- Kunming International Academy (Association of Christian Schools International {ACSI})[وصلة مكسورة]
- Kunming International Academy (Western Association of Schools & Colleges {WASC})
- Kunming International Academy (Network of International Christian Schools {NICS})